# Lev Koultchitsky
Lev Iakovlevitch Koultchitsky (en russe : Лев Яковлевич Кульчитский) né le 20 février 1813 (4 mars dans le calendrier grégorien) et mort le 25 novembre 1873 (7 décembre dans le calendrier grégorien), est un kontr-admiral russe qui fut gouverneur de Taganrog de 1868 à 1873. Il est inhumé au cimetière ancien de Taganrog.

## Sources
- (en) Cet article est partiellement ou en totalité issu de l’article de Wikipédia en anglais intitulé « Lev Kulchitsky » (voir la liste des auteurs).